# 蔡阿才
蔡阿才是第14—15任中華民國總統蔡英文養的一隻橘白相間的公貓。

## 領養
蔡英文在2015年6月底，在台灣台東巴喜告部落的鳳梨田旁看到一隻小貓，農場主人看蔡英文玩得開心就把貓送給她。

## 事蹟
叼走蔡英文的眼鏡。在廢棄公文袋上撒了尿。
蔡英文競選時，化身吉祥物發行以想想和阿才為主角的紀念品。